# Isla Degaby
Isla Degaby (en francés: Île Degaby) es una isla francesa situada en el archipiélago de Endoume, en el sur de la bahía de Marsella. La isla se llama así por Liane Degaby, artista de la década de 1920, uno de los antiguos propietarios de la isla (el nombre proviene de una confusión con la isla de Gaby Deslys, que vivió cerca casi al mismo tiempo).
En esta isla, Luis XIV construyó una fortaleza (terminada en 1703), llamada "Fuerte de Tourville", en honor del almirante Anne Hilarion de Costentin Tourville (1642-1701). Su ejército abandonó rápidamente la isla que se convirtió entonces en una propiedad privada. Después fue comprada en 2001 por un promotor immobiliario, y la isla se convirtió en un lugar dedicado a la organización de eventos (recepciones, rodajes de películas, etc).